# Bärenklause

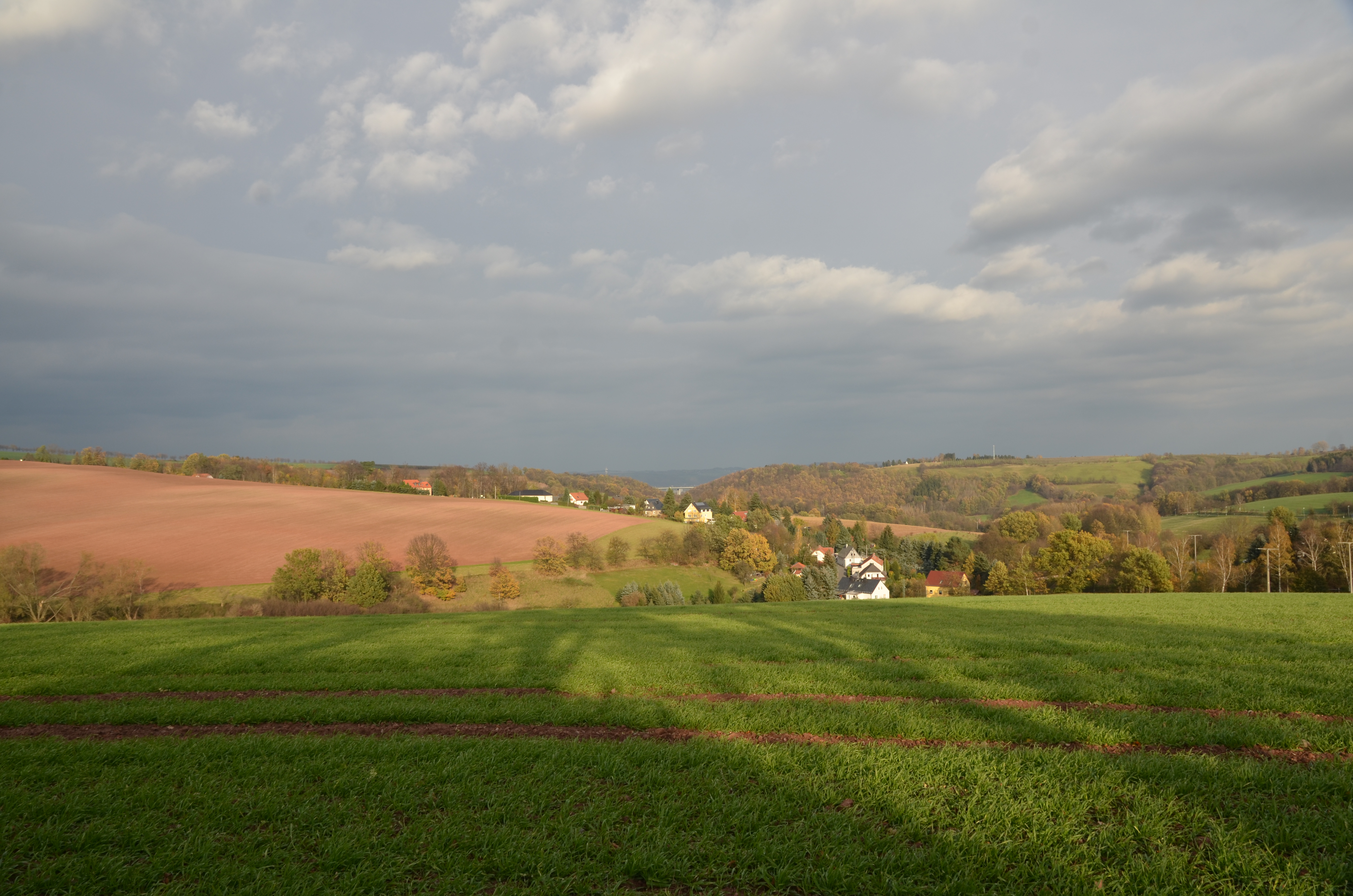
Bärenklause

Bärenklause ist ein Ortsteil der sächsischen Gemeinde Kreischa im Landkreis Sächsische Schweiz-Osterzgebirge.

## Geografie
Bärenklause liegt südlich der Landeshauptstadt Dresden und nördlich von Kreischa.
Auf dem Hang, der sich vom Lockwitzbach im Osten bis zur Babisnauer Pappel im Nordwesten erstreckt, hat sich ein Grund, die Rispe, gebildet, welcher zur Lockwitz hin entwässert wird. Im Quellgebiet dieses kleinen Tales wurden Gut und Dorf Bärenklause errichtet, obwohl es heute entlang des Tales mit Kautzsch zusammengewachsen ist.
Bärenklause befindet sich am Nordrand der Rotliegendsedimente des Kreischaer Beckens. Die Babisnauer Pappel nordwestlich der Siedlung bildete sich als Vollform mit ersten Ausläufern der Elbsandsteine im Anstehenden heraus.

### Nachbarorte
| Babisnau | Gaustritz                                   | Sobrigau    |
| Brösgen  | Kompassrose, die auf Nachbargemeinden zeigt | Burgstädtel |
| Kleba    | Kautzsch                                    |             |

## Geschichte
1288 wurde erstmals die Bauernsiedlung Kolchowe (von altsorb. Kolčov = Rodung) urkundlich erwähnt. Im Spätmittelalter fiel die Siedlung wüst, nach 1445 lebten in Goltzscha wieder zwei besessene Mann, 1547 sogar acht.
Hans Christof von Bernstein, Grundherr auf Kleinborthen, legte 1554 im Dorf ein Vorwerk an und legte die Bauern, um seinen Besitz zu vergrößern. Der Gutsweiler wurde nach ihm benannt – Bernklause – und erhielt 1606 den Rang eines Rittergutes. 1636 wurde bis auf das Gut selbst die gesamte Dorfanlage von schwedischen Söldnern zerstört, die Bewohner wurden vertrieben oder getötet.
Nach dem Dreißigjährigen Krieg erwarb Hans Bernhard die Wüstung erneut zum Lehen und siedelte wieder Bauern an. Das Gut genoss, da es noch den alten Status eines schriftsässigen Rittergutes hatte, innerhalb der Markgrafschaft Meißen Sonderrechte, wie beispielsweise die Gerichtsbarkeit über Gombsen, Golberode und Kautzsch.
Die Ortschaft ist von alters her nach Kreischa gepfarrt, doch von 1910 bis 1973 hatten Bärenklause und Kautzsch auch ein eigenes Schulwesen. Das Gut umfasste 159 ha, als es 1945 den Gesetzen der Bodenreform unterliegend zersplittert wurde.
1994 wurde Bärenklause nach Kreischa eingemeindet und betreibt einen Ortschaftsrat mit Babisnau, Kautzsch und Sobrigau.

### Entwicklung der Einwohnerzahl
| Jahr | Einwohnerzahl                 |
| ---- | ----------------------------- |
| 1547 | 8 besessene Mann, 10 Inwohner |
| 1748 | 6 Gärtner                     |
| 1834 | 79                            |
| 1871 | 99                            |
| 1890 | 105                           |
| 2011 | 113                           |

## Persönlichkeiten
- Edmund von der Becke-Klüchtzner (1832–1912), Genealoge und sächsischer Offizier